# Ferrocarril en Turkmenistán
Turkmenistán consta de 6.561 km de línea férrea (siendo el 37.º país con mayor longitud total de línea). El operador ferroviario es la empresa estatal Türkmendemirýollary la cual pertenece al Ministerio de Ferrocarriles de Turkmenistán. 
Actualmente Turkmenistán prevé aumentar en 5.256,25 km la distancia que cubre este servicio (un total de 10.236,25 km de vía) para el 2025. 

## Sistema ferroviario nacional e internacional

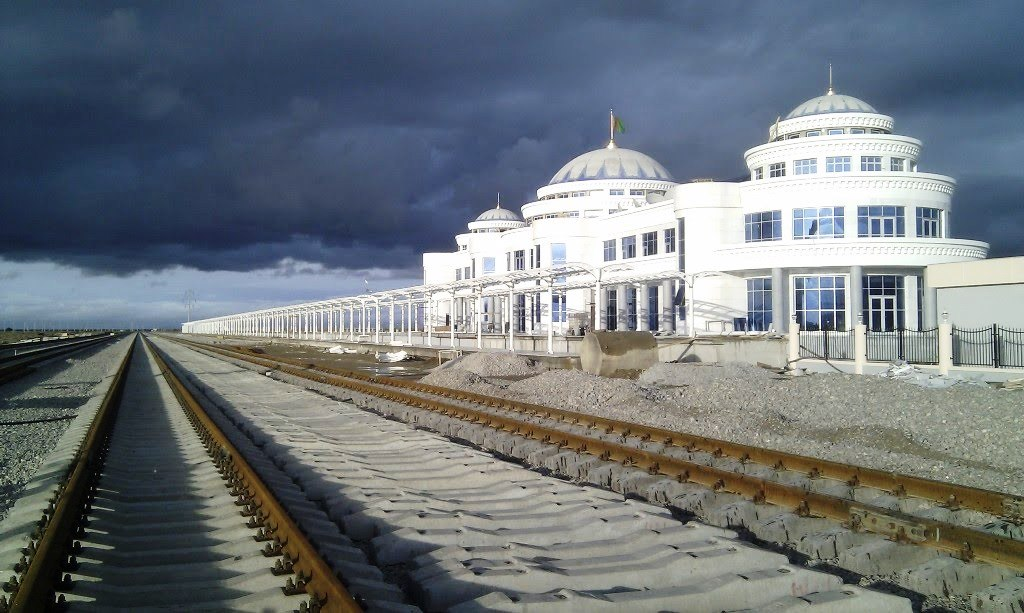
Estación de tren de nueva construcción en la ciudad de Bereket (Bereket II), octubre de 2013

El sistema ferroviario de Turkmenistán está gestionado por la Agencia de Ferrocarriles de Turkmenistán (turcomano : "Türkmendemirýollary" agentligi), que supervisa su brazo operativo, Türkmendemirýollary , conocido formalmente como "Demirýollary" AGPJ. El ancho de vía es de 1520 milímetros (ancho de vía ruso).
En 2020 Turkmenistán constaba de 6.561 kilómetros de líneas ferroviarias, en su mayoría cerca de las fronteras norte y sur. El ferrocarril Tejen - Sarahs- Mashhad , construido en 1996 por Turkmenistán e Irán , une los sistemas ferroviarios de Asia Central, Rusia y Europa con Turquía, el Asia del Sur y el Golfo Pérsico . En febrero de 2006, comenzó la fase final de construcción del ferrocarril Trans-Karakum , un enlace directo entre Asjabad y Daşoguz que reduce a la mitad el tiempo de viaje entre las partes sur y norte del país.
La ruta Türkmenabat - Asjabad - Bereket - Türkmenbaşy no se haya electrificada, consta de un tramo de doble vía y el resto de la red es de una vía única. Sin embargo, se está considerando una propuesta de la RZhD para electrificar el ferrocarril Trans-Karakum y el tramo Turkmenbaşy-Türkmenabat del Ferrocarril Transcaspiano.  La estación de tren de Bereket es una encrucijada importante del ferrocarril Trans-Caspio (el cual une el Mar Caspio, Turkmenistán ,Uzbekistán y el este de Kazajistán )  y del Corredor Ferroviario Transnacional Norte-Sur (conecta Rusia , Kazajistán, Turkmenistán, Irán, el Golfo Pérsico y Turquía). 
El enlace ferroviario Kazajistán-Turkmenistán-Irán es parte del Corredor Transnacional Norte-Sur y es una línea ferroviaria de vía única de 677 km de largo que conecta Kazajistán y Turkmenistán con Irán y el Golfo Pérsico . Se une Janaozen en Kazajistán con Bereket - Etrek en Turkmenistán y termina en Gorgan en la provincia de Golestán de Irán. En Irán, el ferrocarril está vinculado a la red nacional y se dirige a los puertos del Golfo Pérsico y a Turquía. El proyecto fue financiado conjuntamente por los gobiernos de Kazajistán, Turkmenistán, Irán y el Banco Asiático de Desarrollo.  El primer enlace ferroviario se inauguró en mayo de 2013 y toda la línea en Turkmenistán se puso en funcionamiento el 3 de diciembre de 2014.

## Historia

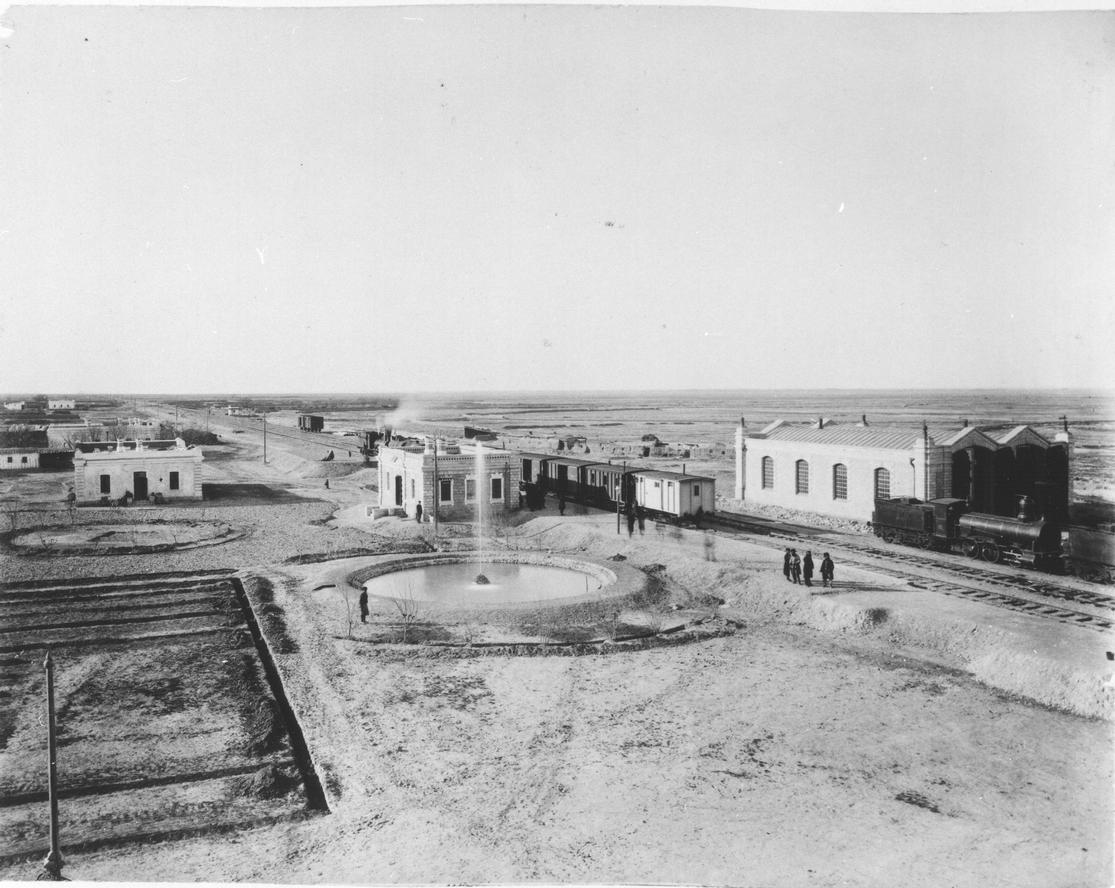
La estación de Bamy en el Ferrocarril transcaspiano, circa 1890.

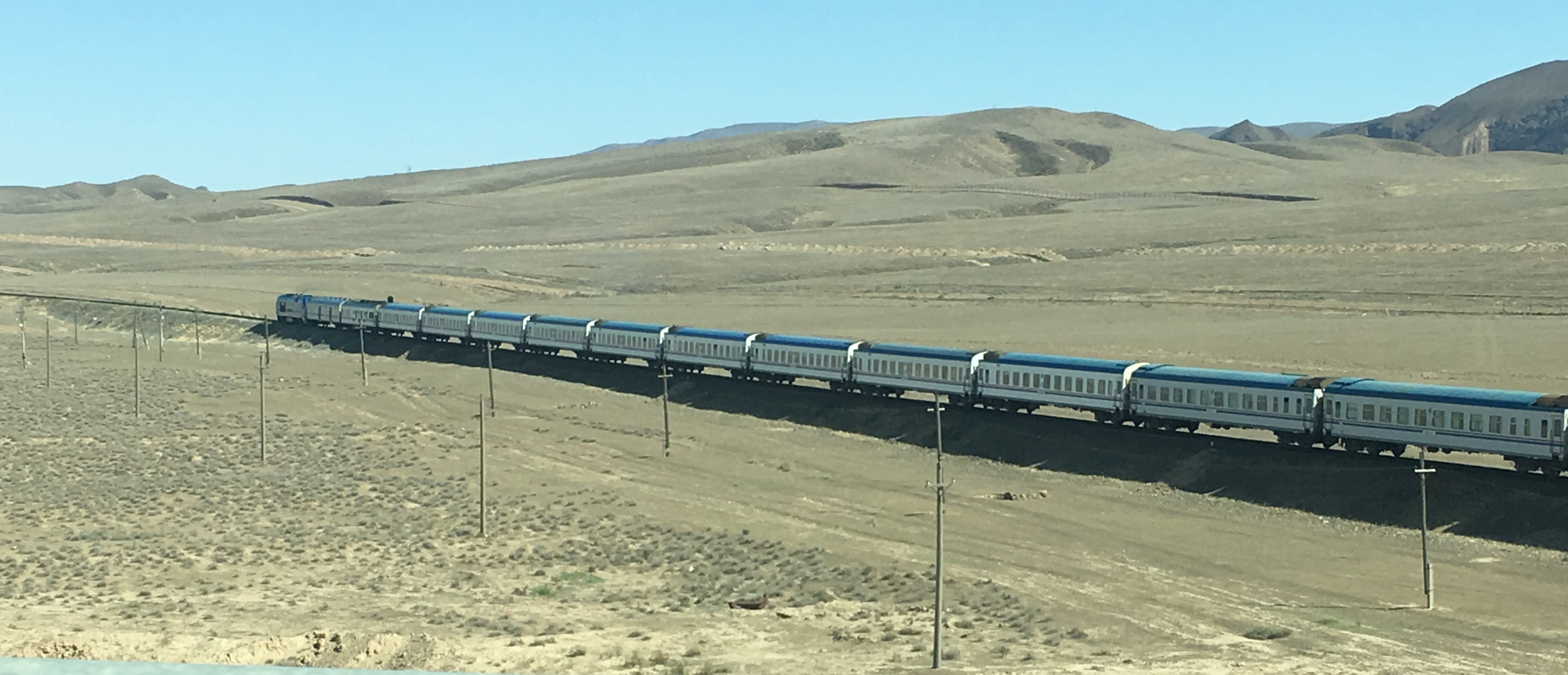
Un tren de pasajeros en Turkmenistán en 2018.

La primera línea ferroviaria de Turkmenistán se construyó en 1880, desde la costa oriental del Mar Caspio hasta Mollagara. En octubre de 1881 la línea se extendió hasta Kyzyl-Arvat (hoy Serdar), en 1886 había llegado a Chardzhou (hoy Turkmenabat). En 1887 se construyó un puente ferroviario de madera sobre el Amu Daria  y la línea continuó hasta Samarcanda (1888) y Taskent (1898).  La línea ferroviaria que conecta la provincia de Mary con Serhetabat se completó en 1898, y el transbordador entre Kislovodsk ( Türkmenbaşy y Bakú comenzó a operar en 1905. 
El servicio ferroviario en Turkmenistán comenzó como parte del Ferrocarril Transcaspiano de la Rusia Imperial , luego del Ferrocarril de Asia Central. Después del colapso de la URSS , la red ferroviaria en Turkmenistán fue transferida y operada por Türkmendemirýollary de propiedad estatal .

### Línea Tejen-Sarahs
Entre 1992 y 1996 se construyó una línea ferroviaria que conecta el ferrocarril Transcaspiano con Irán a través de los cruces de Parahat y Sarahs .  Se construyeron nuevas estaciones en Parahat , Oguzhan y Sarahs .

### Línea Türkmenabat-Kerki
En septiembre de 1999 se puso en funcionamiento una línea ferroviaria que conecta los cruces de Türkmenabat y Kerki

### Línea Trans-Karakum
El ferrocarril Trans-Karakum que conecta Asjabad y Daşoguz se completó en febrero de 2006.

### Corredor internacional Norte-Sud
La línea ferroviaria que conecta Kazajistán e Irán a través de Bereket se completó el 3 de diciembre de 2014.

### Conexión con Afganistán

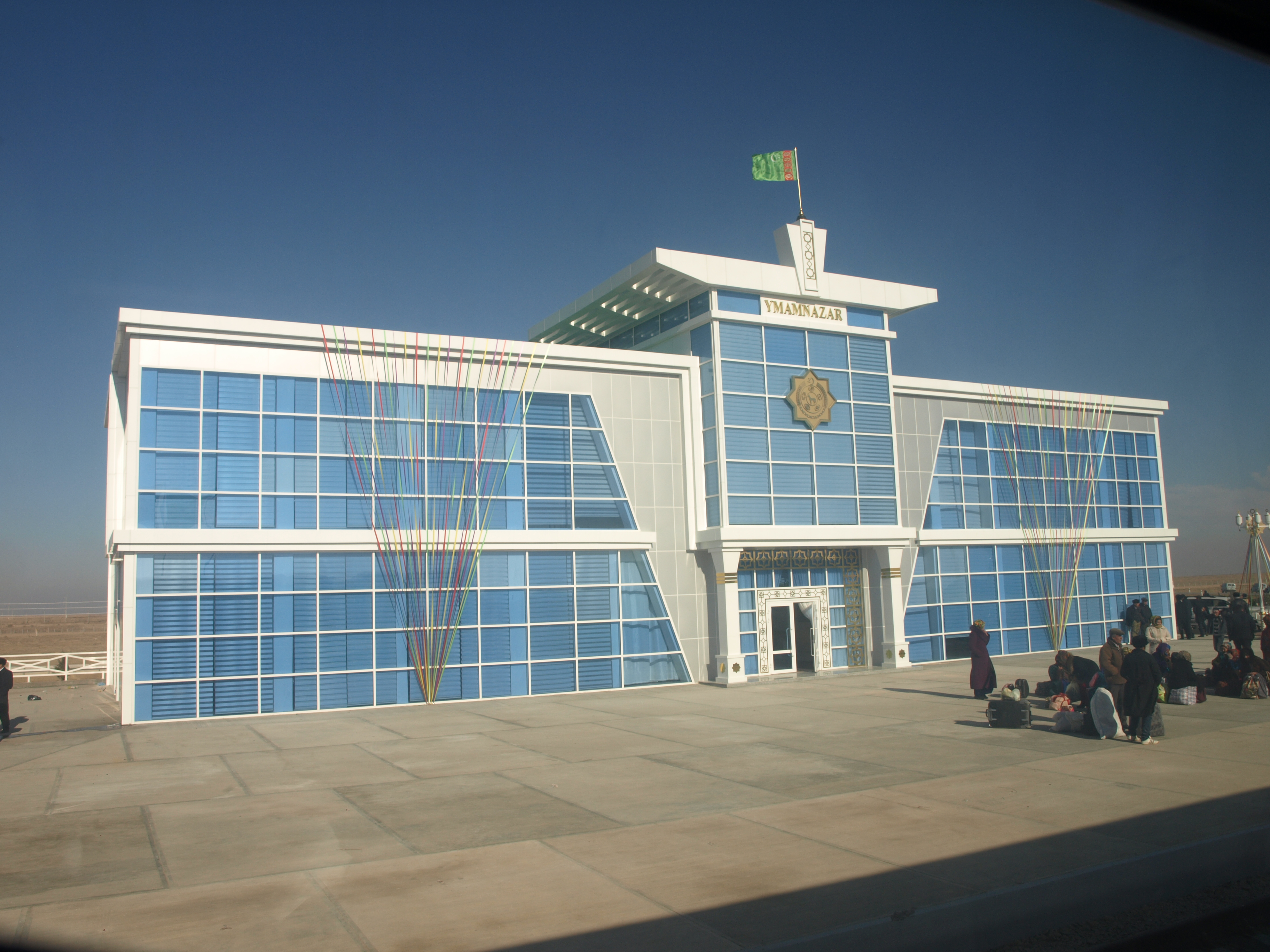
La estación de raíl del pasajero en Ymamnazar, Turkmenistán, en la frontera con Afganistán.

En 2013, se comenzó a trabajar en un enlace desde Kerki a través de Ymamnazar en la frontera entre Turkmenistán y Afganistán hasta Aqina en el distrito de Andkhoy . Este enlace se abrió en noviembre de 2016. Se amplió 38 km hasta Andkhoy en enero de 2021 y está previsto que finalmente se convierta en parte de un corredor ferroviario a través del norte de Afganistán , uniéndolo a través de Sherkhan Bandar , Mazar-e Sharif y Kunduz a Tayikistán.
En 1960, la URSS construyó un ferrocarril a través de la frontera afgana hasta Torghundi , aunque los servicios eran muy limitados. En febrero de 2018, la línea ferroviaria existente entre Serhetabat y Torghundi en Afganistán fue renovada y puesta en servicio.  Se planea extender esta línea a Herat , donde potencialmente podría conectarse a una línea ferroviaria en construcción desde Khaf, en Irán.